# Tiffany Day
Tiffany Day (ur. 1 stycznia 1990, zm. 9 kwietnia 2019) – australijska judoczka. Olimpijka z Pekinu 2008, gdzie zajęła piętnaste miejsce w wadze ekstralekkiej.
Mistrzyni Australii w 2007 roku.
Zmarła 9 kwietnia 2019 w wieku 29 lat.

## Letnie Igrzyska Olimpijskie 2008
| Konkurencja | Eliminacje           | Klas. końcowa |
| Konkurencja | Przeciwnik I         | Miejsce       |
| ----------- | -------------------- | ------------- |
| 48 kg       | Paula Pareto (ARG) P | 15.           |